# Llista de programes de 8tv
Aquesta és una llista dels programes de 8tv. La llista no és exhaustiva i està ordenada per gèneres audiovisuals.

## Entreteniment
| Nom programa                | Presentador/a o protagonista               | Data d'emissió | Gènere            |
| --------------------------- | ------------------------------------------ | -------------- | ----------------- |
| Hora de guanyar             |                                            | 2007           | Concurs           |
| Ni de conya!                | Mag Lari                                   | 2011           | Concurs           |
| MinAb (Minoria absoluta)    | Toni Soler / Francesc Novell / Manel Lucas | 2004           | Humor             |
| City a cegues               | Àngel Llàcer                               | 2004           | Humor             |
| Dilluns Clapés              | Toni Clapés                                | 2005-2006      | Humor             |
| Control central             | Llucià Ferrer                              | 2005           | Humor             |
| Envasat al 8                | Carolina Ferre / Sergi Mas                 | 2007           | Humor             |
| Que no surti d'aquí         | Fermí Fernandes                            | 2007           | Humor             |
| La competència en color     | Òscar Andreu / Òscar Dalmau                | 2011-2013      | Humor             |
| PAM! Programa Anti Migdiada | Frank Blanco                               | 2021           | Humor             |
| 8 de notícies               | Toni Albà                                  | 2021           | Humor             |
| El circ                     | Frank Blanco                               | 2021-2023      | Humor             |
| Vitamina N                  | Jordi González                             | 2002-2004      | Magazín           |
| Arucitys                    | Alfons Arús                                | 2002-2018      | Magazín           |
| La bona vida                | Elisenda Camps                             | 2004-2005      | Magazín           |
| La via làctia               | Jordi González                             | 2008           | Magazín           |
| Trencadís                   | Sandra Barneda                             | 2015-2016      | Magazín           |
| 8Maníacs                    | Miquel Valls                               | 2021-2022      | Magazín           |
| L'Àtic                      | Vador Lladó                                | 2023           | Magazín           |
| #TuSiTuNo                   | Renata Zanchi                              | 2022           | Programa de cites |
| Ui, qué difícil!            | FermÍ Fernàndez                            | 2003-2005      | Humor             |
| BCN Magazine                |                                            | 2001-2002      | Magazín           |

## Debats
| Nom programa                | Presentador/a o protagonista | Data d'emissió | Gènere     |
| --------------------------- | ---------------------------- | -------------- | ---------- |
| Per contra                  | Víctor Amela i Llúis Amiguet | 2006           | Entrevista |
| Amics, coneguts i saludats  | Josep Puigbó                 | 2006-2007      | Debat      |
| Opina Jove                  | Sergi Àlex                   | 2021           | Debat      |
| Catalunya Opina / Opina Cat | Carlos Fuentes               | 2021-2023      | Debat      |
| Economia de guerra          | Gonzalo Bernardos            | 2022           | Debat      |
| El Pentàgon                 | Vicent Sanchís               | 2022-2023      | Debat      |
| La Gran Contradicció        | Marta Polo                   | 2023           | Debat      |
| Més Singulars               | Jaume Barberà                | 2023           | Debat      |
| Amazones / Ànimes           | Maria de la Pau Janer        | 2022           | Entrevista |
| Cel·la 61                   | Josep Rull                   | 2022           | Entrevista |
| ¡Justo Ahora!               | Justo Molinero               | 2023           | Entrevista |

## Esports
| Nom programa            | Presentador/a o protagonista                           | Data d'emissió | Gènere   |
| ----------------------- | ------------------------------------------------------ | -------------- | -------- |
| Citysports              | Pere Bosch                                             | 2001-2003      | Esportiu |
| Força Barça             | Alfons Arús                                            | 2002-2008      | Esportiu |
| El trident              | Alfons Arús                                            | 2016           | Esportiu |
| R8                      | Quique Guasch                                          | 2008           | Esportiu |
| Veu i vot               |                                                        | 2010           | Esportiu |
| Tu diràs                | Dani Senabre, Roger Saperas, Jordi Costa i Sònia Gelmà | 2011-2012      | Esportiu |
| Pitlane                 |                                                        | 2013-2015      | Esportiu |
| Fora de joc             | Aleix Parisé                                           | 2017-2018      | Esportiu |
| Masters Finals          |                                                        | 2014           | Esportiu |
| El Barça juga a 8tv     |                                                        | 2015           | Especial |
| Hora B                  |                                                        | 2018-2019      | Esportiu |
| El Curubito / Rondeando | Albert Lesán                                           | 2021-2022      | Esportiu |
| Senabre Contraataca     | Dani Senabre                                           | 2022           | Esportiu |
| La veritat de Barça     | Albert Lesán                                           | 2023           | Especial |

## Informatius
| Nom programa          | Presentador/a o protagonista                                                                             | Data d'emissió       | Gènere      |
| --------------------- | --- | -------------------- | ----------- |
| Citynoticies          | | 2001-2003            | Informatiu  |
| Primera hora          | Núria Ferré                                                                                              | 2001                 | Informatiu  |
| Notícies 8            | Ruth Jiménez / Elisabet Cortiles / Candela Figueras                                                      | 2007-2011            | Informatiu  |
| 8 al dia              | Josep Cuní (2011-2017), Jordi Armenteras i Laura Rosel (2017-2018)Marta Polo / Albert Brossa (2021-2022) | 2011-2018; 2021-2022 | Informatiu  |
| El temps              | Xavi Freixes                                                                                             | 2006-2009            | Informatiu  |
| Migdia                | Ruth Jiménez                                                                                             | 2013-2014            | Informatiu  |
| Zoom                  | | 2009-2010            | Reportatges |
| Equip de reporters    | Pol Marsà                                                                                                | 2012-2014            | Reportatges |
| Catalunya directe     | Quim Morales                                                                                             | 2017                 | Magazín     |
| Directe! Catalunya    | Miquel Serra i Sabina Pedrós                                                                             | 2021-2022            | Magazín     |
| L'entrevista Incòmoda | Samantha Villar                                                                                          | 2021-2022            | Informatiu  |
| El Fax de 8tv         | Eduard Pujol                                                                                             | 2022-2023            | Informatiu  |
| Notícies 10           | | 2003-2006            | Informatiu  |
| El món a RAC 1        | Jordi Basté                                                                                              | 2015-2021            | Informatiu  |
| La nit a 8tv          | Ramon Rovira / Pol Marsà                                                                                 | 2018                 | Informatiu  |
| La segona hora        | Quim Morales                                                                                             | 2017; 2018-2019      | Magazín     |
| Fórmula magistral     | Josep Lluís Merlos i Toni Clapés                                                                         | 2006-2007            | Magazín     |

## Sèries
| Nom programa                      | Data d'emissió        | Gènere                                   |
| --------------------------------- | --------------------- | ---------------------------------------- |
| Star Trek: La nova generació      | 2008                  | Sèrie de ficció                          |
| The A-Team                        | 2008-2010             | Sèrie de ficció                          |
| Poirot                            | 2008-2010; 2014; 2016 | Sèrie de ficció                          |
| Prison Break                      | 2012-2013             | Sèrie d'acció                            |
| La Dra. Quinn                     | 2013                  | Sèrie dramàtica / Western                |
| Colombo                           | 2008-2013             | Sèrie policíaca                          |
| Monk                              | 2007-2010; 2014-2018  | Sèrie de ficció                          |
| S'ha escrit un crim               | 2007-2015             | Sèrie de ficció                          |
| Law & Order                       | 2011-2012             | Sèrie policíaca                          |
| Law & Order: Special Victims Unit | 2008-2010             | Sèrie policíaca                          |
| Law & Order: Criminal Intent      | 2010                  | Sèrie policíaca                          |
| Walker, Texas Ranger              | 2007-2011             | Sèrie de ficció                          |
| Casats i... amb fills             | 2012-2013             | Sèrie de comèdia                         |
| Dharma & Greg                     | 2013                  | Sèrie de comèdia                         |
| CSI: Las Vegas                    | 2016-2017             | Sèrie de ficció                          |
| Ironside                          | 2006; 2012            | Sèrie de ficció                          |
| Martial Law                       | 2012-2013             | Sèrie de comèdia d'acció i arts marcials |
| Castle                            | 2016-2017             | Sèrie de ficció                          |
| Sexe a Nova York                  | 2007-2008             | Sèrie de ficció                          |
| Roseanne                          | 2008-2009             | Sèrie de ficció                          |
| Acorralada                        | 2007-2008             | Sèrie de ficció                          |
| The Fugitive                      | 2006                  | Sèrie de ficció                          |
| Gitanas                           | 2006                  | Sèrie de ficció                          |
| Gata salvaje                      | 2007; 2014            | Sèrie de ficció                          |
| Baywatch Nights                   | 2007                  | Sèrie de ficció                          |
| Beachwatchers                     | 2008-2009             | Sèrie de ficció                          |
| The X-Files                       | 2007                  | Sèrie de ficció                          |
| Seven Days                        | 2007                  | Sèrie de ficció                          |
| Ghost Whisperer                   | 2016                  | Sèrie de ficció                          |
| Crimen en el paraíso              | 2015-2018             | Sèrie de ficció                          |
| Shark                             | 2016                  | Sèrie de ficció                          |
| Luther                            | 2015-2016             | Sèrie de ficció                          |
| Sherlock Holmes                   | 2013                  | Sèrie de ficció                          |
| Sherlock                          | 2015                  | Sèrie de ficció                          |
| Crossing Lines                    | 2016                  | Sèrie de ficció                          |
| Agatha Christie's Marple          | 2012-2013             | Sèrie de ficció                          |
| Miss Marple                       | 2016-2017             | Sèrie de ficció                          |
| Tenko                             | 2011                  | Sèrie de ficció                          |
| El pare dowling                   | 2012                  | Sèrie de ficció                          |
| Sí, cariño                        | 2012                  | Sèrie de ficció                          |
| Ally McBeal                       | 2011                  | Sèrie de ficció                          |
| Hijos del trueno                  | 2008                  | Sèrie de ficció                          |
| Soñar no cuesta nada              | 2008-2009             | Sèrie de ficció                          |
| Conan, The Adventurer             | 2008                  | Sèrie de ficció                          |
| Policies de Nova York             | 2011                  | Sèrie de ficció                          |
| Il commissario Montalbano         | 2010-2011; 2016       | Sèrie de ficció                          |
| Plats bruts                       | 2019-2020             | Sèrie de comèdia                         |
| El fugitivo                       | 2006                  | Sèrie de ficció                          |
| Renegade                          | 2006-2007             | Sèrie de ficció                          |
| Air America                       | 2007                  | Sèrie de ficció                          |
| Jet lag                           | 2013-2014; 2019-2020  | Sèrie de comèdia                         |
| Porca misèria                     | 2019                  | Sèrie de comèdia                         |
| Dinamita                          | 2008-2009; 2014; 2020 | Sèrie de comèdia                         |
| Teresina S.A.                     | 2019-2021             | Sèrie de comèdia                         |
| Cites                             | 2019                  | Sèrie de ficció                          |
| KMM                               | 2019                  | Sèrie de ficció                          |
| La sagrada família                | 2019-2020             | Sèrie de comèdia                         |
| Lo Cartanyà                       | 2019-2020             | Sèrie de ficció                          |
| Majoria absoluta                  | 2019                  | Sèrie de comèdia                         |
| Temps de silenci                  | 2019                  | Sèrie de ficció                          |
| Ventdelplà                        | 2019-2020             | Sèrie de ficció                          |
| Llama a la comadrona              | 2017-2020             | Sèrie de ficció                          |
| Ladrón de guante blanco           | 2018                  | Sèrie dramàtica                          |
| Covert Affairs                    | 2017                  | Sèrie d'acció                            |
| Suits                             | 2018                  | Sèrie dramàtica                          |
| Being Erica                       | 2017-2018             | Sèrie de comèdia                         |
| Padre Brown                       | 2018                  | Sèrie de ficció                          |
| The Killing                       | 2017-2018             | Sèrie dramàtica                          |
| Wallander                         | 2017-2018             | Sèrie de ficció                          |
| El joven Montalbano               | 2018                  | Sèrie dramàtica                          |
| Allo, alló!                       | 2016-2018             | Sèrie de comèdia                         |
| L'escurçó negre                   | 2017-2019             | Sèrie de comèdia                         |
| Hotel Fawlty                      | 2014; 2016            | Sèrie de comèdia                         |
| Sí, ministre                      | 2008; 2014-2015       | Sèrie de comèdia                         |
| Transporter                       | 2017-2018             | Sèrie d'acció                            |
| Borgen                            | 2017-2018             | Sèrie dramàtica                          |
| Los mosqueteros                   | 2017                  | Sèrie de ficció                          |
| Los tudor                         | 2016                  | Sèrie dramàtica                          |
| El puente                         | 2016-2018             | Sèrie policíaca                          |
| Castell de cartes                 | 2017                  | Sèrie de ficció                          |
| El guardià                        | 2017                  | Sèrie dramàtica                          |
| The Border                        | 2017                  | Sèrie policíaca                          |
| Alphas                            | 2017                  | Sèrie de ficció                          |
| Life                              | 2012; 2016-2017       | Sèrie policíaca                          |
| Crímenes imperfectos              | 2017                  | Sèrie policíaca                          |
| Imborrable                        | 2016-2017             | Sèrie policíaca                          |
| Roma criminal                     | 2017                  | Sèrie dramàtica                          |
| Parenthood                        | 2016                  | Sèrie de comèdia                         |
| Mienteme                          | 2016                  | Sèrie de ficció                          |
| Shark                             | 2016                  | Sèrie dramàtica                          |
| Psych                             | 2016                  | Sèrie dramàtica                          |
| Matrioshki                        | 2016                  | Sèrie de ficció                          |
| Entre fantasmas                   | 2016                  | Sèrie dramàtica                          |
| Strike back                       | 2016                  | Sèrie d'acció                            |
| Roma                              | 2016                  | Sèrie de ficció                          |
| Comisario Brunetti                | 2015-2016             | Sèrie policíaca                          |
| Al descubierto                    | 2014-2015             | Sèrie dramàtica                          |
| Dolmen                            | 2014                  | Sèrie de ficció                          |
| Don Matteo                        | 2014-2015             | Sèrie de ficció                          |
| Cazatesoros                       | 2008; 2015-2016       | Sèrie de ficció                          |
| Quirke                            | 2015                  | Sèrie de ficció                          |
| Galerias Paradise                 | 2015                  | Sèrie de ficció                          |
| Acusados                          | 2015                  | Sèrie de ficció                          |
| Punta escarlata                   | 2015                  | Sèrie de ficció                          |
| 24                                | 2014-2015             | Sèrie d'acció                            |
| Diagnòstic assassinat             | 2012; 2014            | Sèrie dramàtica / Medical                |
| Ángel rebelde                     | 2014                  | Sèrie de ficció                          |
| Dallas                            | 2012                  | Sèrie de ficció                          |
| Ladrones de identidad             | 2011                  | Sèrie policíaca                          |
| Juez sin causa                    | 2011                  | Sèrie dramàtica                          |
| Banacek                           | 2011                  | Sèrie de ficció                          |
| Tenko                             | 2011                  | Sèrie de ficció                          |
| Inspector Wolff                   | 2007-2008; 2011-2012  | Sèrie policíaca                          |
| Edel & Starck                     | 2010                  | Sèrie de ficció                          |
| Doctor en Alaska                  | 2007-2008             | Sèrie dramàtica / Medical                |
| Life                              | 2014                  | Documental                               |

## Música
| Nom programa     | Data d'emissió | Gènere  |
| ---------------- | -------------- | ------- |
| La burra         | 2001           | Musical |
| Mira com ballen! | 2006-2008      | Musical |
| 8 de 8           | 2011-2023      | Musical |
| Catalunya Blues  | 2011-2023      | Musical |
| Clips            | 2013-2021      | Musical |

## Altres
| Nom programa                        | Presentador/a o protagonista | Data d'emissió       | Gènere              |
| ----------------------------------- | ---------------------------- | -------------------- | ------------------- |
| Ooh TV                              |                              | 2001-2002            | Altres              |
| Molt animats                        |                              | 2003-2010            | Infantil            |
| Zapping de zapping                  | Elsa Anka                    | 2006                 | Zaping              |
| X-top                               | Marta Torres                 | 2007                 | Zaping              |
| Zap8                                |                              | 2006-2007; 2016-2020 | Zaping              |
| Vist a 8TV                          |                              | 2022-2023            | Zaping              |
| Televenda                           |                              | 2006-2023            | Altres              |
| Abans Que s'Acabi l'Any             | Bibiana Ballbé               | 2021-2022            | Especial            |
| Sexe Savi                           | Roser Murillo                | 2004-2005            | Divulgació sexual   |
| Sexual Revolution / Ares Revolution | Ares Teixidó                 | 2021-2023            | Divulgació sexual   |
| Xtra                                | Mariona Xuclà                | 2007                 | Cor                 |
| Mira quina cuina!                   | Elisenda Camps               | 2005-2006            | Cuina i alimentació |
| Menjar de veritat                   | Mai Vives                    | 2007                 | Cuina i alimentació |
| Robin Food                          | David de Jorge               | 2020-2022            | Cuina i alimentació |
| Misteris... amb Sebastià d'Arbó     | Sebastià d'Arbó              | 2012-2016; 2018-2020 | Esoterisme          |
| El hàmster                          |                              | 2015                 | Zaping              |
| Déu n'hi dron                       |                              | 2015                 | Documental          |
| Caçadors de bolets                  |                              | 2019-2020            | Cuina i alimentació |
| L'amo del poble                     |                              | 2019-2020            | Cuina i alimentació |
| Un toc de sa                        |                              | 2013                 | Cuina i alimentació |
| La imatge parla                     |                              | 2014                 | Altres              |
| Descansar bé, viure bé              |                              | 2014                 | Altres              |
| Passaport                           |                              | 2006-2014            | Viatges             |
| Rumbo al inglés                     |                              | 2014-2018            | Anglès              |
| Joking around!                      |                              | 2014-2015            | Sense diàleg        |
| Just for laughs!                    |                              | 2015-2016            | Sense diàleg        |
| El DIR a casa                       |                              | 2018-2019            | Esport a casa       |
| El jardí de Carles Herrera          | Carles Herrera               | 2013-2015            | Jardí               |